# Cathédrale Notre-Dame-de-l'Assomption d'Urbino
La cathédrale d'Urbino  ou cathédrale Notre-Dame-de-l'Assomption (en italien : Cattedrale Metropolitana Basilica minore di Santa Maria Assunta) est le duomo de la ville d'Urbino, dans la province de Pesaro et Urbino (Marches) dédiée à l'Assomption de Marie. C'est la cathédrale de l'archidiocèse d'Urbino-Urbania-Sant'Angelo in Vado. 
L'édifice néoclassique actuel a été construit sur l'emplacement de la précédente cathédrale de style renaissance. Ses dimensions sont : longueur 64,5 m, largeur 36,8 m, hauteur 50 m. En novembre 1950, le pape Pie XII l'a élevée à la dignité de basilique mineure.

## Histoire
Le premier édifice de l'an 1021 était de taille inférieure à l'actuel duomo. Au XVe siècle, sur l'initiative de Federico da Montefeltro, le duomo di Urbino fut édifié, selon un projet attribué au Siennois Francesco di Giorgio Martini qui était l'architecte attitré du duc, et terminé en 1604. Le projet simple nu comportait simplement trois nefs soutenues par des colonnades blanches. Comme souvent à cette époque, le duc poursuivant un mouvement d'appropriation urbaine de la cathédrale, la fabrique de celle-ci était intimement liée à la construction du palais seigneurial sur les plans administratif, financier et architectural.
Le tremblement de terre du 12 janvier 1789 provoqua l'effondrement de la coupole et nécessita la reconstruction de la cathédrale d'après un projet de l'architecte romain Giuseppe Valadier (1762-1839), qui acheva l'édifice en 1801.

## Extérieur
La façade en pierre provenant du creusement du  tunnel romain du Furlo, réalisée en 1782, est de Camillo Morigia (it) (1743-1795).
Réalisée sur commission de l'archevêque Domenico Monti, elle est ornée de cinq statues. Sur le fronton figurent les Vertus théologales (Foi, Espérance et Charité avec en contrebas à gauche saint Augustin d'Hippone et à droite saint Jean Chrysostome.
L'inscription figurant sous le fronton « STUDIORUM UNIVERSITATI FASTIGIUM », est un remerciement envers l'Université d'Urbino qui a financé les travaux concernant la toiture.
L'escalier monumental a été aménagé sous la forme actuelle en 1859 d'après un dessin de l'archevêque Alessandro Angeloni. Il fut complété par une élégante balustrade avec sur la gauche la statue du saint patron  saint Crescentino et sur la droite celle du copatron le bienheureux Mainardo, évêque d'Urbino.

## Intérieur
L'intérieur, œuvre de Valadier, est un ensemble en style néoclassique à croix latine à trois nefs blanches couvertes par des voûtes en berceau couronnée au croisement du transept par une coupole à caissons.

### Œuvres
- Nef de droite :
- Saint Sébastien (1557), nef de droite dans la Cappella del Sacramento,
- Dernière cène  (1603-1608) de Federico Barocci, cappella del Sacramento,
- Assomption (vers 1707) de Carlo Maratta
- Nativité de la Vierge  (1708) de Carlo Cignani.

Dans les panaches de la coupole, les tondi avec les évangélistes, sont dus à des artistes de l'école romaine du XVIIIe siècle dont Domenico Corvi et Giuseppe Cades.
Le retable du maître-autel de l'abside, de la Vierge avec le saint protecteur d'Urbino, est de Cristoforo Unterperger.

## Galerie

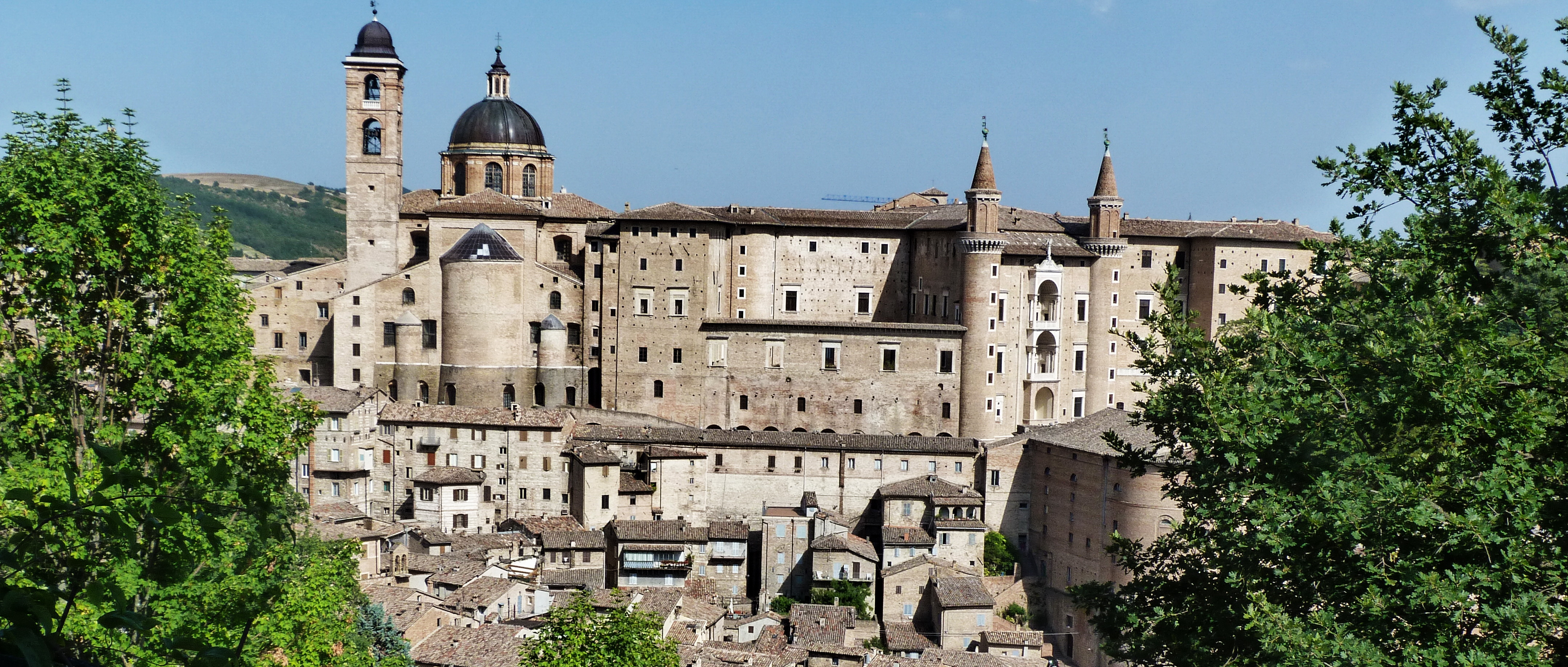
L'ensemble du palais ducal.
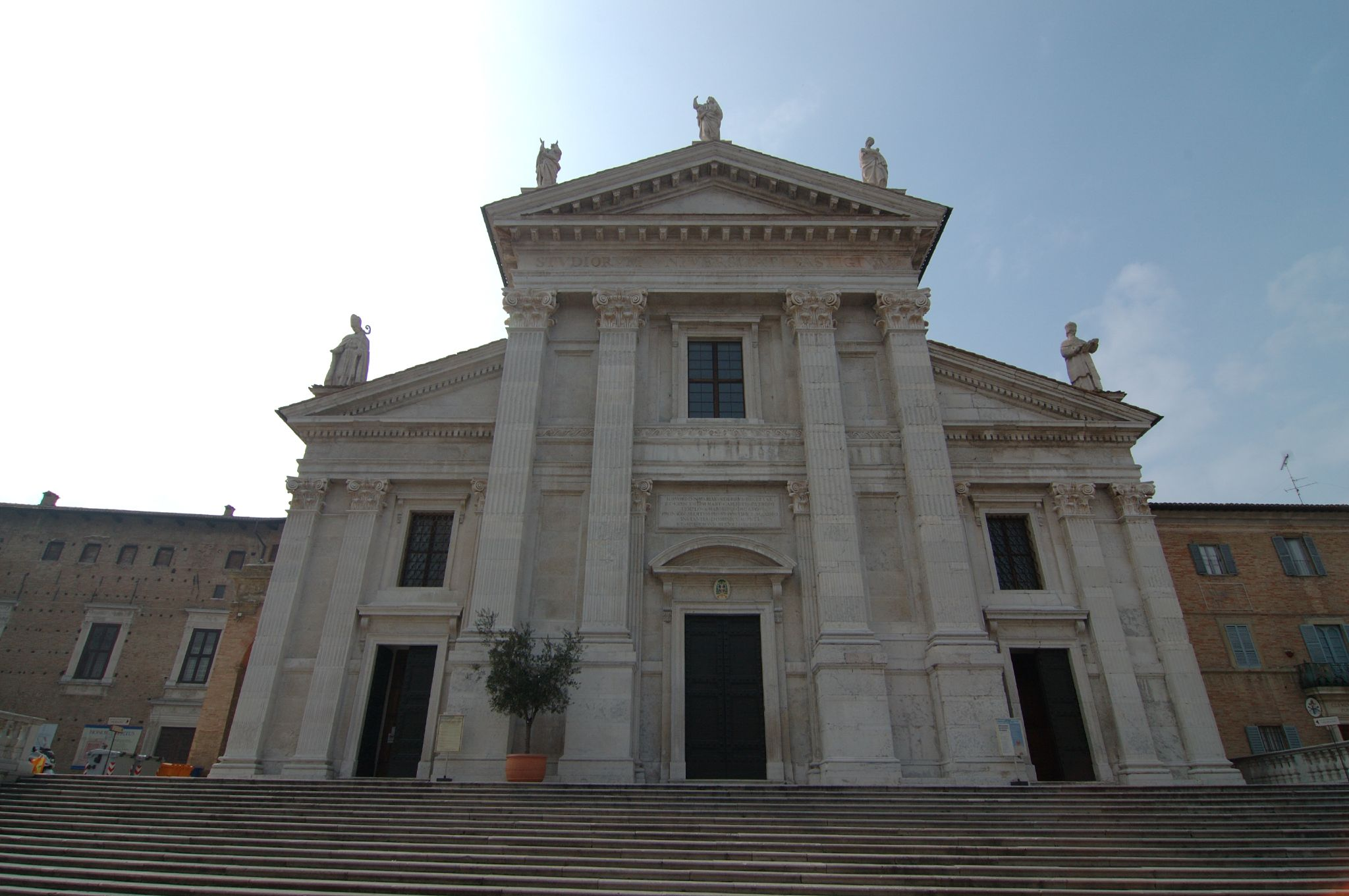
La façade.

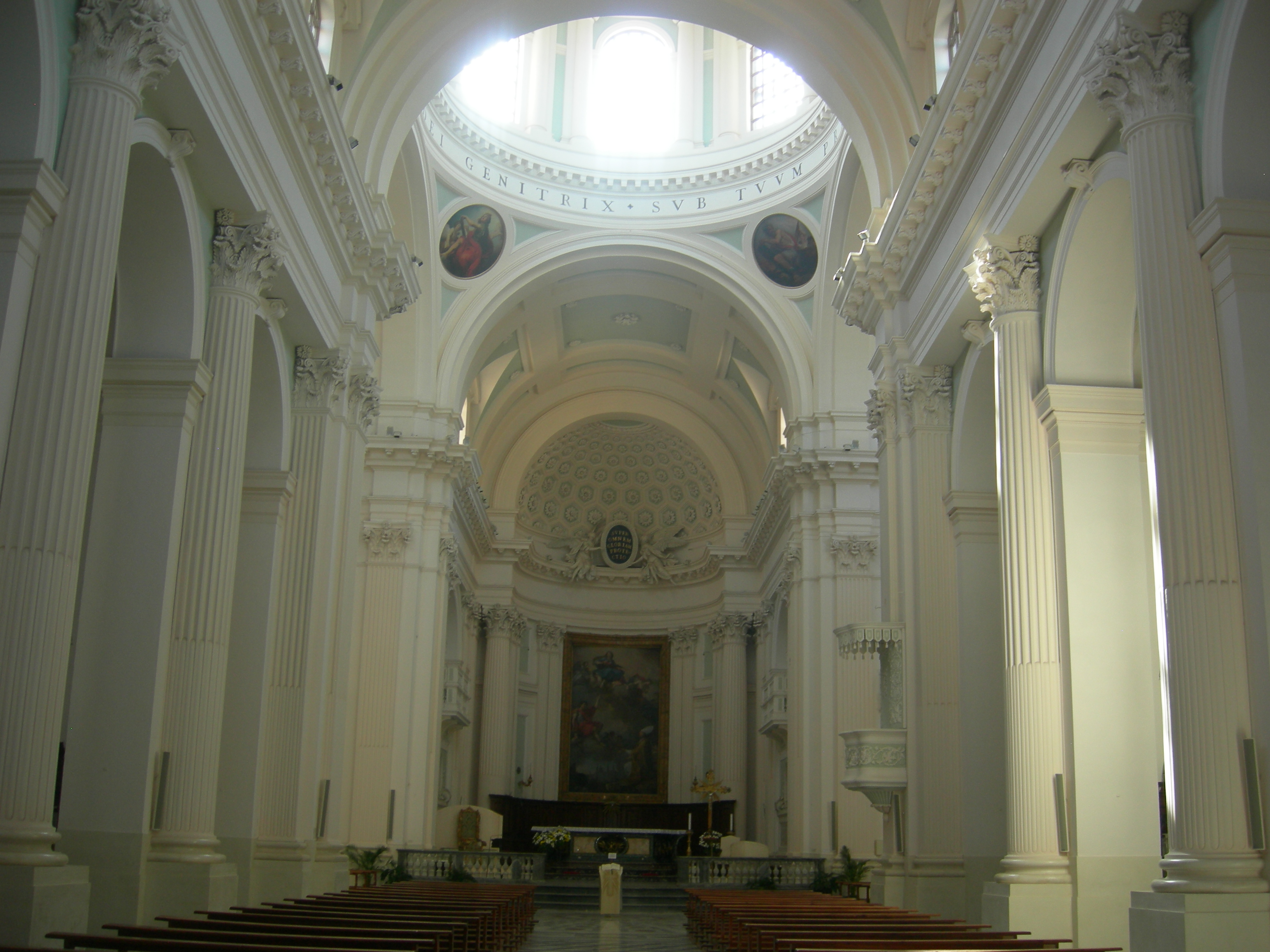
La nef.
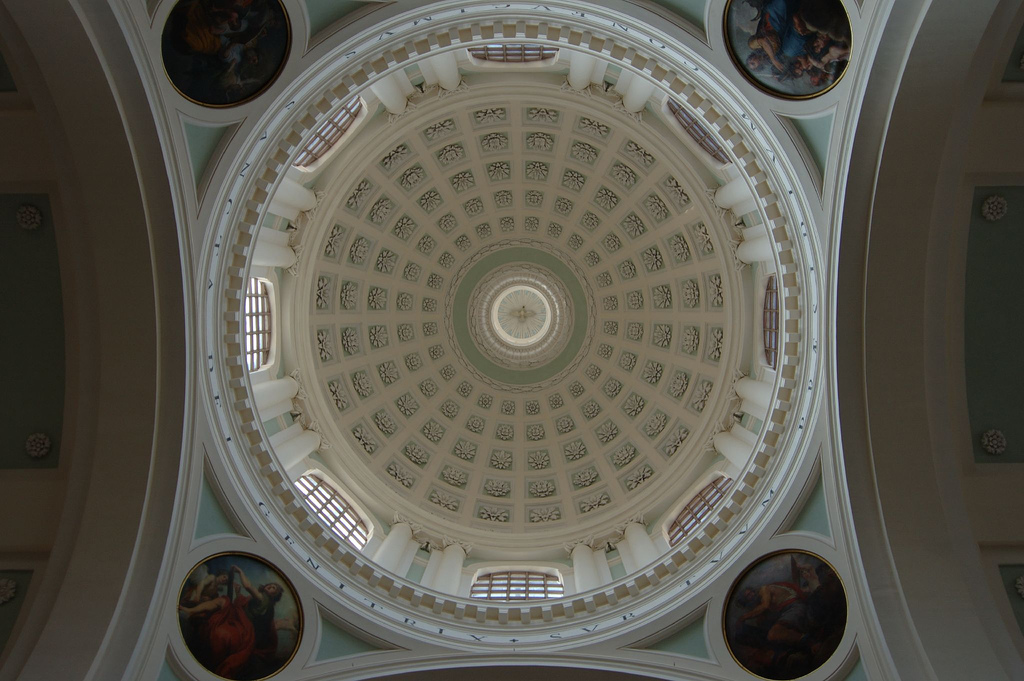
La coupole.
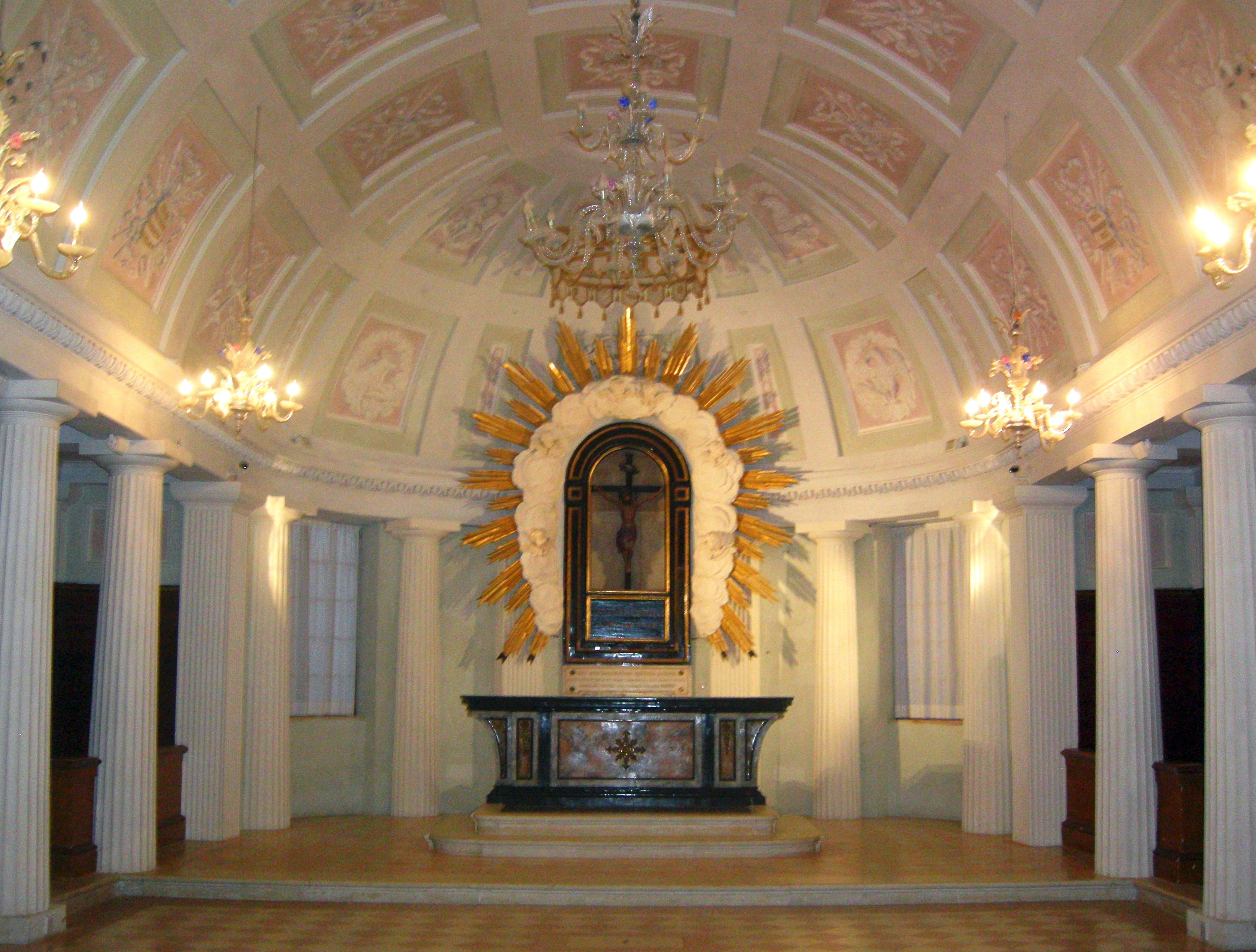
La chapelle du Crucifix dans l'oratoire des grottes d'Urbino, sous la cathédrale.

## Source
- (it) Cet article est partiellement ou en totalité issu de l’article de Wikipédia en italien intitulé « Duomo di Urbino » (voir la liste des auteurs).

### Articles liés
- Oratoire du Saint Crucifix de la Grotte (it)
- Archidiocèse d'Urbino-Urbania-Sant'Angelo in Vado
- Urbino
- Crescentino di Città di Castello
- Francesco di Giorgio Martini
- Giuseppe Valadier
- Federico Barocci
- Frederic III de Montefeltro
- Liste des cathédrales d'Italie
- Liste des cathédrales des Marches
- Églises dans les Marches